# Ramblin' on My Mind
Singles de Robert Johnson
I Believe I'll Dust My Broom / Dead Shrimp Blues
(1937) Come On In My Kitchen /
 They're Red Hot
(1937)
Ramblin' on My Mind est une chanson blues enregistrée le 23 novembre 1936 par Robert Johnson. Il en enregistra deux prises utilisées pour différentes éditions de disque 78 tours chez Vocalion et ARC.

## Analyse
La chanson utilise une mélodie rendue populaire par M & O Blues de Walter Davis (en) en 1932 et par My Woman's Gone Wrong de Leroy Carr et Scrapper Blackwell (1934). Johnson a composé deux chansons sur cette mélodie, Ramblin' on My Mind et When You Got a Good Friend (en), avec différentes approches musicales et accordages de guitare. Pour Ramblin' on My Mind, il utilise un open tuning qui lui permet de combiner un boogie shuffle sur les cordes de basse avec des triolets au bottleneck sur les cordes aiguës. Ces triolets joués en slide seront le modèle d'Elmore James pour Dust My Broom.
La structure de la chanson est de forme AAB, la plus typique du blues, mais on trouve également la forme AAA dans un autre couplet. Les paroles abordent notamment le thème du voyage. Dans le premier couplet, Robert Johnson « randonne » dans sa tête (ou divague), mais plus loin, il indique également qu'il veut se rendre physiquement à la gare pour prendre le train le plus rapide. L'association du mot mind (« esprit ») avec l'idée de voyage est assez commune dans le blues. A son habitude, il utilise plusieurs formules que l'on retrouve couramment dans ses autres compositions, par exemple I believe i'll go back home, qui se trouve également dans Dust my Broom.

## Paternité
Des membres de la famille de Ike Zimmerman, qui enseigna à Robert Johnson comment améliorer son jeu de guitare, ont revendiqué que c'est lui qui a écrit Ramblin' on My Mind. Ils arguent du fait qu'ils ont entendu la chanson avant qu'il ne rencontre Robert Johnson.

## Enregistrement et parution
Ramblin' on My Mind est la 4e chanson interprétée par Johnson lors de sa première séance d'enregistrement le 23 novembre 1936 dans un studio de  fortune installé dans la chambre 414 du Gunter Hotel à San Antonio, au Texas, avec le producteur Don Law. Ramblin' on My Mind est publiée sur disque 78 tours le 20 mars 1937 par le label Vocalion, en face B de Cross Road Blues (no  de catalogue 03519). Le single est également édité par Perfect (800 copies) et Romeo (100 copies) en mai de la même année.
Un enregistrement différent, effectué le même jour, est inclus dans la première réédition des chansons de Johnson, King of the Delta Blues Singers, en 1961 (Columbia). La durée (2'22) et les paroles sont sensiblement différentes de la première prise. La version du 78 tours est rééditée en 1967 sur la compilation anglaise Mississippi Delta Blues Singer (Kokomo Records). En 1990, on retrouve ces deux versions sur le coffret 2 CD The Complete Recordings. En 2018, un fac-similé du 78 tours original est réédité par Traffic Entertainment à l'occasion du Black Friday.

## Versions d'Eric Clapton
La chanson est enregistrée par John Mayall & the Bluesbreakers et Eric Clapton sur l'album Blues Breakers with Eric Clapton sorti en 1966. C'est le premier enregistrement dans sa carrière sur lequel Clapton chante en solo. Dans son autobiographie, il précise : « John [Mayall] a insisté pour que je chante. J'étais contre, puisque la plupart des types que je voulais imiter étaient plus âgés et possédaient des voix graves, et que ma voix fluette et suraiguë me mettait extrêmement mal à l'aise ».
Clapton a par la suite enregistré d'autres versions, publiées notamment sur Just One Night (1980), Crossroads 2: Live in the Seventies (paru en 1996, enregistrement public de 1978), Sessions for Robert J (2004) et Live from Madison Square Garden, avec Steve Winwood (2009).
Enfin, Clapton utilise également un passage de Ramblin' on My Mind pour allonger sa version d'une autre reprise, celle de Driftin' Blues de Charles Brown, parue en 1975 sur E.C. Was Here.

## Autres reprises
Ce classique du blues est également repris par les artistes suivants, :
- 1961 : Otis Spann (I Got Rambling on My Mind #2), sur l'album Otis Spann Is the Blues ;
- 1964 : John Hammond (Rambling Blues), sur So Many Roads ;
- 1966 : Big Joe Williams, sur la compilation Ramblin' on My Mind : A Collection of Classic Train and Travel Blues ;
- 1969 : Arthur "Big Boy" Crudup, sur l'album Crudup's Mood ;
- 1973 : Robert Lockwood Jr., sur Steady Rollin' Man ;
- 1998 : Rory Block, sur Confessions of a Blues Singer, puis en 2006 sur The Lady and Mr. Johnson ;
- 1998 : Peter Green Splinter Group with Nigel Watson, sur The Robert Johnson Songbook ;
- 2002 : The Willy DeVille Acoustic Trio, sur l'album In Berlin ;
- 2013 : Bjørn Berge, sur Mad Fingers Ball.